# El Dorado Springs
El Dorado Springs é uma cidade localizada no estado americano de Missouri, no Condado de Cedar.

## Demografia
Segundo o censo americano de 2000, a sua população era de 3775 habitantes.
Em 2006, foi estimada uma população de 3800, um aumento de 25 (0.7%).

## Geografia
De acordo com o United States Census Bureau tem uma área de
8,0 km², dos quais 8,0 km² cobertos por terra e 0,0 km² cobertos por água.

## Localidades na vizinhança
O diagrama seguinte representa as localidades num raio de 24 km ao redor de El Dorado Springs.